# Veara
I Veara sono un gruppo musicale statunitense formatosi nel 2003 ad Augusta, in Georgia (USA).

## Storia del gruppo
La band viene formata nel 2003 dai compagni di scuola Bryan Kerr (bassista) e Brittany Harrell (batteria). I due conoscono poi Patrick Bambrick tramite Internet e lo invitano come chitarrista nella loro band. I tre cominciano a suonare cover durante le feste degli amici. Nel 2007, trovandosi senza un cantante, i tre propongono all'amico Bradley Wyrosdick di unirsi a loro. Il nome Veara nasce dal nome di una commessa di un negozio con la quale tutti e quattro i ragazzi non andavano d'accordo, Vera.
Sempre nel 2007 realizzano il loro album di debutto The Walls Have Ears, pubblicato dalla Wisteria Records. Vengono quindi notati dalla Epitaph Records, con la quale firmano nel 2009. L'anno successivo pubblicano il secondo album What We Left Behind, prodotto dal cantante degli A Day to Remember Jeremy McKinnon. Nell'estate del 2012 si spostano nel New Jersey per registrare con il produttore Dan Korneff il loro terzo album, intitolato Growing Up Is Killing Me e pubblicato nel 2013.

## Formazione
- Bradley Wyrosdick – voce, chitarra ritmica (2007-presente)
- Patrick Bambrick – chitarra solista, voce secondaria (2003-presente)
- Vinnie Orozco – chitarra ritmica (2014-presente)
- Bryan Kerr – basso, voce secondaria (2003-presente)
- Brittany Harrell – batteria, percussioni (2003-presente)

## Discografia

### Album in studio
- 2007 – The Walls Have Ears
- 2010 – What We Left Behind
- 2013 – Growing Up Is Killing Me